# Sint-Annakapel (Malo)
De Sint-Annakapel (Frans: Chapelle Sainte-Anne-de-la-Mer) is een parochiekerk in de plaats Malo, gelegen aan de Boulevard de l'Europe, behorend tot de Franse gemeente Duinkerke in het Franse Noorderdepartement.

## Geschiedenis
Vanaf 1967 wilde de pastoor van Malo in een zich snel uitbreidende wijk enkele catechisatiezaaltjes in gebruik nemen. Dit groeide uit tot het plan voor een zalencomplex dat ook een kerkruimte zou omvatten. Het complex werd gebouwd in 1972 naar ontwerp van Maurice Salembier.

## Gebouw
Het betreft een bakstenen complex in ronde en spiraalachtige vormen. De eigenlijke kapel heeft 50 zitplaatsen, maar deze wordt omringd door vier zalen die met de kapel verbonden kunnen worden terwijl elke zaal, welke 60 zitplaatsen bevat, ook afzonderlijk kan worden betreden. De glas-in-loodramen werden vervaardigd door Blanchet-Lesage.